# Isala Van Diest
Isala Van Diest, född 1842, död 1916, var en belgisk läkare. Hon var den första av sitt kön att ta examen vid ett universitet (1879) och att bli medicine doktor i Belgien (1884). Hon var också feminist, och grundade tillsammans med Marie Popelin den första kvinnorättsrörelsen i Belgien. 

## Eftermäle
Asteroiden 11085 Isala är uppkallad efter henne.